# 共栄通
共栄通（きょうえいどおり）は、愛知県瀬戸市長根連区の町名。現行行政地名は共栄通1丁目から7丁目。

## 地理
瀬戸市の西部に位置する。西を尾張旭市狩宿町・瀬戸市川西町・平町、北を北浦町・汗干町・今池町・追分町、東を陶原町・東吉田町、南を西吉田町・見付町・市場町・城屋敷町・東寺山町・西寺山町と隣接している。

### 河川
- 瀬戸川[8] ： 町の北東端、追分町・今池町・汗干町との境界付近を西流し、町の西端、平町・川西町との境界付近を南流している。

- 瀬戸川（共栄通・追分町境）

### 学区
市立小・中学校に通う場合、学区は以下の通りとなる。また、公立高等学校普通科に通う場合の学区は以下の通りとなる。
| 町丁・丁目  | 番・番地等 | 小学校             | 中学校               | 高等学校 |
| ----------- | ---------- | ------------------ | -------------------- | -------- |
| 共栄通1丁目 | 全域       | 瀬戸市立長根小学校 | 瀬戸市立水無瀬中学校 | 尾張学区 |
| 共栄通2丁目 | 全域       | 瀬戸市立長根小学校 | 瀬戸市立水無瀬中学校 | 尾張学区 |
| 共栄通3丁目 | 全域       | 瀬戸市立長根小学校 | 瀬戸市立水無瀬中学校 | 尾張学区 |
| 共栄通4丁目 | 全域       | 瀬戸市立長根小学校 | 瀬戸市立水無瀬中学校 | 尾張学区 |
| 共栄通5丁目 | 全域       | 瀬戸市立長根小学校 | 瀬戸市立水無瀬中学校 | 尾張学区 |
| 共栄通6丁目 | 全域       | 瀬戸市立長根小学校 | 瀬戸市立水無瀬中学校 | 尾張学区 |
| 共栄通7丁目 | 全域       | 瀬戸市立長根小学校 | 瀬戸市立水無瀬中学校 | 尾張学区 |

## 歴史

### 町名の由来
大正末期、今村に「共存共栄」をモットーとする産業組合が設立され、多くの住民によって育てられてきたことから「共栄」の言葉が使われ、町名になったといわれる。

### 沿革
- 1952年（昭和27年）11月28日 - 瀬戸市大字今字吉田・内浦・中北・後田・京保の各一部により、同市共栄通として成立[2]。
- 1954年（昭和29年） - 瀬戸市大字今の一部を編入する[12]。

## 世帯数と人口
2025年（令和7年）1月1日現在の世帯数と人口は以下の通りである。
| 町丁・丁目  | 世帯数  | 人口    |
| ----------- | ------- | ------- |
| 共栄通1丁目 | 29世帯  | 58人    |
| 共栄通2丁目 | 157世帯 | 384人   |
| 共栄通3丁目 | 36世帯  | 61人    |
| 共栄通4丁目 | 88世帯  | 170人   |
| 共栄通5丁目 | 103世帯 | 261人   |
| 共栄通6丁目 | 125世帯 | 228人   |
| 共栄通7丁目 | 56世帯  | 99人    |
| 計          | 594世帯 | 1,261人 |

### 人口の変遷
国勢調査による人口の推移
| 1995年（平成7年）  | 1,082人 | [ 13 ] |  |
| 2000年（平成12年） | 1,033人 | [ 14 ] |  |
| 2005年（平成17年） | 1,248人 | [ 15 ] |  |
| 2010年（平成22年） | 1,210人 | [ 16 ] |  |
| 2015年（平成27年） | 1,251人 | [ 17 ] |  |
| 2020年（令和2年）  | 1,291人 | [ 18 ] |  |

### 世帯数の変遷
国勢調査による世帯数の推移。
| 1995年（平成7年）  | 389世帯 | [ 13 ] |  |
| 2000年（平成12年） | 386世帯 | [ 14 ] |  |
| 2005年（平成17年） | 484世帯 | [ 15 ] |  |
| 2010年（平成22年） | 487世帯 | [ 16 ] |  |
| 2015年（平成27年） | 493世帯 | [ 17 ] |  |
| 2020年（令和2年）  | 536世帯 | [ 18 ] |  |

## 交通

### 鉄道
愛知環状鉄道・愛知環状鉄道線 ： 町の東部を南北に走っている。最寄り駅は瀬戸市駅。
※町内は走っていないが、名鉄瀬戸線の水野駅も最寄りの駅である。
- 愛知環状鉄道線（共栄通内）

### バス
名鉄バス「本地ヶ原線」
- 【36】名鉄バスセンター - 引山 - 四軒家 - 本地ヶ原 - 瀬戸駅前 系統
- 【50】【51】【52】藤が丘 - 愛知医科大学病院 - 本地ヶ原 - 瀬戸駅前 系統

以上、4系統共通 ： 瀬戸商工会議所前バス停・瀬戸市役所南バス停（本地ヶ原方面乗り場）
瀬戸市コミュニティバス「こうはん線」
- イオン瀬戸みずの店 - 東山町 - 陶生病院 系統 ： 共栄通バス停

- 瀬戸商工会議所前バス停
- 瀬戸市役所南バス停
- 共栄通バス停

### 道路
- 国道363号 ： 町の東部の2丁目と3丁目の境を北進し、新共栄橋南交差点から東進している[注釈 2]。
- 愛知県道22号瀬戸環状線[8] ： 町の西部の共栄通7丁目交差点から6丁目と7丁目の境を北進している。
- 愛知県道61号名古屋瀬戸線[8] ： 町の北部を東西に通っている[注釈 3]。
- 愛知県道208号上半田川名古屋線 ： 町の西部の5丁目と6丁目の境を南進し、共栄通6丁目交差点から西進、共栄通7丁目交差点から6丁目と7丁目の境を南進している[注釈 4]。

- 国道363号・県道61号標識（新共栄橋南交差点）
- 県道22号・208号標識（共栄通7丁目交差点）

## 施設
- 八王子神社 ： 1473年（文明5年）創建[19]。祭神は須佐之男命の八王子（八柱獅子）[19]。
- 日本年金機構 瀬戸年金事務所 ： 管轄区域は瀬戸市・尾張旭市・長久手市[20]。出張相談も行っている[20]。
- 瀬戸警察署 共栄交番 ： 瀬戸市内にある7つの交番のうちの1つ[21]。
- 瀬戸郵便局 ： 瀬戸市全域の集配業務を行っている[22]。郵便窓口・保険窓口は平日のみ、ゆうゆう窓口とATMは土日祝も営業[22]。駐車場は24台[22]。
- 瀬戸健康管理センター ： 一般社団法人[23]。1953年（昭和28年）11月、瀬戸陶磁器健康保険組合の健康相談部として発足[23]。1965年（昭和40年）5月に現在の形になる[23]。
- あいち銀行 瀬戸支店 ： 金融機関（店舗）コードは0542（305）[24]。窓口は平日のみ、ATMは土日祝も営業[24]。
- 大垣共立銀行 瀬戸支店 ： 金融機関（店舗）コードは0152（133）[25]。窓口は平日のみ、ATMは土日祝も営業[25]。
- 東海労働金庫 瀬戸支店 ： 金融機関（店舗）コードは2972（502）[26]。窓口は平日のみ、ATMは土日祝も営業[26]。
- 瀬戸信用金庫 共栄支店 ： 金融機関（店舗）コードは1554（008）[27]。窓口は平日のみ、ATMは土日祝も営業[27]。
- 東邦ガス 瀬戸事業所 ： 本社は名古屋市熱田区[28]。愛知県内にある14の事業所のうちの1つ[28]。
- 中日新聞社瀬戸支局 ： 愛知県にある6の支局のうちの1つ[29]。地方版「なごや東版」の担当をしている[30]。
- イトウホール 瀬戸 ： 1914年（大正3年）に創業した伊藤葬具の斎場[31]。大小2つのホールがある[31]。「セレモニーハウス共栄」「共栄会舘－結－」を併設している[32][33]。
- フォトスタジオ伊里 ： 瀬戸で老舗の写真館[34]。家族写真・お宮参り・七五三・成人式など様々な場面の写真を撮影[34]。市内幼稚園の行事写真の撮影も行っている[34]。
- Cieux Clairs ： 2019年（令和元年）10月、春日井市で18年ほど愛されてきた洋菓子店が移転オープン[35]。
- 今村城跡（史跡） ： 松原城ともいい、東西六十間、南北六十間、四方一重堀、南面のみ二重堀の城であったとされる[36]。現在の八王子神社の西の池が当時の堀跡といわれ、その付近には石碑が建つ[36]。

- 八王子神社
- 瀬戸年金事務所
- 瀬戸警察署 共栄交番
- 瀬戸郵便局
- 瀬戸健康管理センター
- あいち銀行 瀬戸支店
- 大垣共立銀行 瀬戸支店
- 東海労働金庫 瀬戸支店
- 瀬戸信用金庫 共栄支店
- 東邦ガス 瀬戸事業所
- 中日新聞社瀬戸支局
- イトウホール 瀬戸
- セレモニーハウス共栄
- 共栄会舘－結－
- フォトスタジオ伊里
- Cieux Clairs
- 今村城跡[注釈 5]

## その他

### 日本郵便
- 郵便番号 : 489-0809[6]（集配局：瀬戸郵便局[37]）。